# Eparchie volgodonská
Eparchie Volgodonsk je eparchie ruské pravoslavné církve nacházející se v Rusku.

## Území a titul biskupa
Zahrnuje správní hranice území Volgodonského městského okruhu a také Bělokalitvinského, Vesjolovského, Volgodonského, Dubovského, Jegorlykského, Zavětinského, Zernogradského, Zimovnikovského, Kagalnického, Konstantinského, Martynovského, Miljutinského, Morozovského, Orlovského, Pesčanokopského, Proletarského, Remontněnského, Salského, Semikarakorského, Tacinského, Usť-Doněckého, Celinského a Cimljanského rajónu Rostovské oblasti.
Eparchiálnímu biskupovi náleží titul biskup volgodonský a salský.

## Historie
Eparchie byla zřízena rozhodnutím Svatého synodu ze dne 27. července 2011 oddělením území z rostovské eparchie.
Dne 6. října 2011 se stala součástí nově vzniklé donské metropole.

## Seznam biskupů
- 2011–2019 Kornilij (Sinjajev)
- 2019–2021 Merkurij (Ivanov), dočasný administrátor
- od 2021 Antonij (Azizov)